# Часовщик
Часовой мастер — профессия, ранее ремесленническая специализация. Мастер по изготовлению и ремонту настенных, наручных, карманных и прочих часов. Также «часовым мастером» называют людей, профессионально занимающихся часами, работающих в сфере часового бизнес (производителей часов, часовых дизайнеров и т. д.)

## Обучение профессии
В настоящее время профессия часовщика, оставаясь необходимой и востребованной, не пользуется популярностью и спросом среди выбирающих профессию. Десяткам часовых магазинов и специализированных часовых мастерских требуются часовщики, которых катастрофически не хватает.
В России существует несколько учебных заведений, которые готовят часовщиков. Среди них, например, Петродворцовый часовой завод, а также открывшаяся в 2012 году Moscow Watch School. Для собственных нужд готовит мастеров часового дела и мануфактура «Константин Чайкин». Колледж предпринимательства № 11 (ранее профучилище № 150), где учили сборщиков часов, два года назад закрыл эту специальность, а строительный колледж № 12 (ранее ПТУ-86), готовивший мастеров по ремонту, перевел её в Центр повышения квалификации, где собираются организовать трёх- и шестимесячные курсы мастеров по ремонту часов.

Обучение профессии часового мастера занимает от двух до пяти лет. В программу обязательно входят технические дисциплины — математика, физика, металловедение, черчение, а также курсы по истории развития часового дела.
Учащиеся должны знать принципы работы всех существующих часовых механизмов, включая электронные часы и редкие усложнения механики.
Непременным условием для получения сертификата профессионального часовщика является хорошее зрение — ещё при поступлении в учебное заведение абитуриенты проходят обязательный медосмотр.
Кроме теоретических дисциплин, учащиеся обязательно проходят практику. Зачастую при учебных заведениях существуют мастерские, в которых работают учащиеся старших курсов и выпускники. Ремонт часов в таких «экспериментальных» мастерских стоит, как правило, дешевле.